# Едсон Пуч
Едсон Пуч (ісп. Edson Puch, нар. 4 вересня 1986, Ікіке) — чилійський футболіст, півзахисник клубу «Некакса».
Виступав, зокрема, за клуб «Універсідад де Чилі», а також національну збірну Чилі.
У складі збірної — володар Кубка Америки.

## Клубна кар'єра
Народився 4 вересня 1986 року в місті Ікіке. Вихованець юнацьких команд футбольних клубів «Депортес Ікіке» та «Уачіпато».
У дорослому футболі дебютував 2005 року виступами за команду клубу «Уачіпато», в якій провів один сезон, взявши участь у 18 матчах чемпіонату.
Протягом 2007—2009 років захищав кольори команди клубу «Депортес Ікіке».
Своєю грою за останню команду привернув увагу представників тренерського штабу клубу «Універсідад де Чилі», до складу якого приєднався 2009 року. Відіграв за команду із Сантьяго наступні два сезони своєї ігрової кар'єри. Більшість часу, проведеного у складі «Універсідад де Чилі», був основним гравцем команди.
Згодом з 2011 по 2016 рік грав у складі команд клубів «Аль-Васл», «Депортес Ікіке» та «Уракан».
У складі клубу «ЛДУ Кіто» відіграв 10 матчів в національному чемпіонаті.
З 2016 буде виступати за мексиканський клуб «Некакса».

## Виступи за збірну
2009 року дебютував в офіційних матчах у складі національної збірної Чилі. Наразі провів у формі головної команди країни 11 матчів, забивши 2 голи.
У складі збірної був учасником розіграшу Кубка Америки 2016 року у США, здобувши того року титул континентального чемпіона.
| Дата           | Місто                          | Господарі | Результат | Гості   | Турнір                       | Голи     | Примітки |
| -------------- | ------------------------------ | --------- | --------- | ------- | ---------------------------- | -------- | -------- |
| 18 червня 2016 | Леві Стедіум, Санта-Клара, США | Чилі      | 7-0       | Мексика | Кубок Америки з футболу 2016 | 16', 88' |          |
| Усього         |                                | Матчів    | 11        |         | Голів                        | 2        |          |

## Титули і досягнення

### Клубні
- Чемпіон Чилі (4):

«Універсідад де Чилі»: 2011
«Універсідад Католіка»: 2019, 2020, 2021
- Володар Суперкубка Аргентини (1):

«Уракан»: 2014
- Володар Суперкубка Чилі (3):

«Універсідад Католіка»: 2019, 2020, 2021

### Збірна
- Володар Кубка Америки (1): 2016